# Aura Carreira Moreno
Aura Carreira Moreno est une chercheuse en biologie médaillée de bronze du CNRS.

## Biographie
Carreira obtient son doctorat à l'Université autonome de Madrid puis effectue son stage postdoctoral à l’université de Californie à Davis.
Elle intègre ensuite l'Institut Curie, au sein de l'équipe Stress génotoxiques et cancer. Elle y étudie le gène BRCA2 qui est nécessaire à la recombinaison homologue : ses mutations sont à l'origine d'une prédisposition pour le cancer du sein et de l'ovaire. Pour pousser les recherches, l'équipe cherche à mieux comprendre la fonction de la protéine issue du gène BRCA2 dans la répatation de l'ADN. Elle devient ensuite chef de l'équipe recombination homologue et cancer de l'Institut Curie.
Ses travaux sont financés par ATIP-Avenir, l'INCa, l'Association pour la recherche sur le cancer, la Ligue contre le cancer, le Marie Curie Integration Grant et H2020.

## Prix et distinctions
En 2017, elle reçoit la médaille de bronze du CNRS pour ses recherches sur l'ADN et le cancer. 